# 费尔南多波利斯
费尔南多波利斯是巴西圣保罗州的一个市镇。总面积549.551平方公里，总人口63539人，人口密度115.6人/平方公里。